# Pingtang (köpinghuvudort i Kina, Hunan Sheng, lat 28,08, long 112,92)
Pingtang (kinesiska: 坪塘, 坪塘镇) är en köpinghuvudort i Kina. Den ligger i provinsen Hunan, i den södra delen av landet, omkring 14 kilometer sydväst om provinshuvudstaden Changsha. Antalet invånare är 54 435. Befolkningen består av 27 101 kvinnor och 27 334 män. Barn under 15 år utgör 15,0 %, vuxna 15-64 år 74 %, och äldre över 65 år 10,0 %.
Runt Pingtang är det tätbefolkat, med 530 invånare per kvadratkilometer. Närmaste större samhälle är Changsha, 13,8 km norr om Pingtang. Trakten runt Pingtang består till största delen av jordbruksmark.
Genomsnittlig årsnederbörd är 1 710 millimeter. Den regnigaste månaden är maj, med i genomsnitt 305 mm nederbörd, och den torraste är oktober, med 46 mm nederbörd.